# Kellogg School of Management
A Kellogg School of Management (ou Kellogg) é a escola de negócios da Universidade Northwestern, localizada em Evanston, Illinois. Kellogg oferece programas de MBA em tempo integral, noturno, programas de doutorado e programas de educação para executivos, além de parcerias com escolas de negócio em vários países, incluindo o Brasil. No país a escola possui acordo de cooperação com a Fundação Dom Cabral.

## História
A escola foi fundada em 1908 no centro de Chicago como um programa de eduação de executivos e se chamava  Northwestern University's School of Commerce. Em 1979, A Fundação John L. and Helen Kellogg doaram $10 milhões de dólares para a Universidade Northwestern e a escola de negócios foi renomeada Kellogg Graduate School of Management. Na época, essa foi uma das maiores doações individuais para uma escola de negócios.
John L. Kellogg é o filho do fundador da Kellogg Company, tendo trabalhado na empresa da família por muitos anos e sendo um dos presidentes da companhia. Posteriormente, ele se mudou para Chicago, onde foi um empreendedor bem sucedido na indústria alimentícia, morrendo em 1950 aos 67 anos. A escola, no entanto, não possui nenhuma relação com a empresa de alimentos Kellogg's.

## Reputação
Embora Kellogg seja reconhecida pela excelência de maneira geral de seu programa de MBA, sua reputação é particularmente forte em marketing. No seu corpo docente está um dos professores mais importantes no desenvolvimento da teoria de marketing, o Professor .C. Johnson & Son de Marketing Internacional Philip Kotler.
A escola tem sido sistematicamente avaliada entre as principais instituições de ensino de administração de empresas no mundo, sendo escolhida por mais de dez anos o programa de MBA número 1 dos Estados Unidos pela Business Week.